# Разумовка (Киевская область)
Разумовка (укр. Розумівка) — село, входит в Яготинский район Киевской области Украины.
Население по переписи 2001 года составляло 7 человек. Почтовый индекс — 07713. Телефонный код — 4575. Занимает площадь 0,27 км². Код КОАТУУ — 3225585802.

## Местный совет
07713, Київська обл., Яготинський р-н, с. Райківщина, вул. Шевченка, 1